# Peračko Blato
Peračko Blato falu Horvátországban, Dubrovnik-Neretva megyében. Közigazgatásilag Pločéhez tartozik.

## Fekvése
Makarskától légvonalban 41, közúton 53 km-re délkeletre, községközpontjától légvonalban 2, közúton 3 km-re északra, a Baćinai-tavaktól keletre fekszik.

## Története
Arra a sík területre, amelyen a település fekszik jelentős hatást gyakorolnak a talajvizek, ezért kapta ez a terület a Blato (sár) nevet. A település nevének előtagja az ősi Perak falu nevéből származik, melyről a tórendszernek ez a partrésze is a  Peračka zavala (Peraki katlan) nevet kapta. Perak már a 10. század óta létező település, a mára már kihalt Vladimirović kenézcsalád lakóhelye volt. Ősi váruk maradványai egy faragott kereszttel ma is megtalálhatók a településen. A falut 1664-ben és 1666-ban is említik a zaostrogi plébánia anyakönyvei megemlítve az itt élő Kruševčić és Vladičević családokat. A török uralom idején ugyanis az itteni hívek lelki szolgálatát a zaostrogi ferences atyák látták el. Perak neve a Perko személynévből származik, mely végső soron a Petar (Péter) névre megy vissza. A török uralom után a terület a Velencei Köztársaság része lett. A velencei uralomnak 1797-ben vége szakadt és osztrák csapatok vonultak be Dalmáciába. 1806-ban az osztrákokat legyőző franciák uralma alá került, de Napóleon lipcsei veresége után 1813-ban újra az osztrákoké lett.
A mai Peračko Blato viszonylag új település, mely Peraknak a Zapadna Plina nevű településrészéből jött létre. 1880-ban 153, 1910-ben 301 lakosa volt. 1918-ban az új szerb-horvát-szlovén állam, majd később Jugoszlávia része lett. A második világháború idején a Független Horvát Állam része volt. 2001-ben 280 lakosából 109 fiatalabb volt 30 évesnél, 108-an voltak 30 és 60 év közöttiek, míg 63 volt a 60 évesnél idősebbek száma. A településnek 2011-ben 288 lakosa volt.

## Népesség
| Lakosság változása | Lakosság változása | Lakosság változása | Lakosság változása | Lakosság változása | Lakosság változása | Lakosság változása | Lakosság változása | Lakosság változása | Lakosság változása | Lakosság változása | Lakosság változása | Lakosság változása | Lakosság változása | Lakosság változása | Lakosság változása |
| ------------------ | ------------------ | ------------------ | ------------------ | ------------------ | ------------------ | ------------------ | ------------------ | ------------------ | ------------------ | ------------------ | ------------------ | ------------------ | ------------------ | ------------------ | ------------------ |
| 1857               | 1869               | 1880               | 1890               | 1900               | 1910               | 1921               | 1931               | 1948               | 1953               | 1961               | 1971               | 1981               | 1991               | 2001               | 2011               |
| 0                  | 0                  | 153                | 220                | 310                | 301                | 0                  | 0                  | 398                | 477                | 447                | 406                | 657                | 255                | 280                | 288                |

(1857-ben, 1869-ben, 1921-ben és 1931-ben lakosságát részben Banjához, részben Baćinához számították.)